# Marilia (geslacht)
Marilia is een geslacht van schietmotten uit de familie Odontoceridae.

## Soorten
- M. aenigmata A Neboiss, 2002
- M. aerope H Malicky & P Chantaramongkol, 1996
- M. alata OS Flint, 1974
- M. albicornis (H Burmeister, 1839)
- M. albofusca F Schmid, 1959
- M. altrocki W Wichard, 1986
- M. amnicola OS Flint, 1968
- M. baumanni J Bueno-Soria & A Rojas-Ascencio, 2004
- M. biloba OS Flint, 1974
- M. bola Mosely, 1953
- M. cinerea L Navas, 1931
- M. crea Mosely, 1949
- M. eleutheria OS Flint, 1983
- M. elongata AV Martynov, 1912
- M. fasiculata Banks, 1913
- M. flexuosa Ulmer, 1905
- M. flinti J Bueno-Soria & A Rojas-Ascencio, 2004
- M. furthi J Bueno-Soria & A Rojas-Ascencio, 2004
- M. fusca DE Kimmins, 1953
- M. gigas OS Flint, 1991
- M. gracilis Banks, 1938
- M. guaira OS Flint, 1983
- M. holzenthali J Bueno-Soria & A Rojas-Ascencio, 2004
- M. humerosa OS Flint, 1983
- M. infundibulum OS Flint, 1983
- M. javana Ulmer, 1951
- M. kingsolveri J Bueno-Soria & A Rojas-Ascencio, 2004
- M. lata Ulmer, 1926
- M. lateralis OS Flint, 1983
- M. major F Mueller, 1880
- M. mathisi J Bueno-Soria & A Rojas-Ascencio, 2004
- M. mexicana (Banks, 1901)
- M. microps OS Flint, 1991
- M. minor F Mueller, 1880

- M. misionensis OS Flint, 1983
- M. mixta (HA Hagen, 1858)
- M. modesta Banks, 1913
- M. mogtiana H Malicky, 1989
- M. morsei J Bueno-Soria & A Rojas-Ascencio, 2004
- M. nebulosa Ulmer, 1951
- M. nigrescens Banks, 1941
- M. nobsca LJ Milne, 1936
- M. obliqua (HA Hagen, 1858)
- M. ophthalmica Ulmer, 1912
- M. parallela C Hwang, 1957
- M. salta OS Flint, 1983
- M. scudderi Banks, 1924
- M. simulans KH Forsslund, 1935
- M. siolii G Marlier, 1964
- M. spangleri J Bueno-Soria & A Rojas-Ascencio, 2004
- M. spinosula OS Flint, 1996
- M. sumatrana Ulmer, 1951
- M. triangularis OS Flint, 1983
- M. truncata OS Flint, 1983
- M. valga OS Flint & JL Sykora, 2004
- M. williammerrilli J Bueno-Soria & A Rojas-Ascencio, 2004
- M. wrighti Banks, 1924